# 古本武尊
古本 武尊（ふるもと たける、1990年12月4日 - ）は、福岡県福岡市南区出身の元プロ野球選手（外野手）。右投左打。

## 経歴

### プロ入り前
俳優の池松壮亮とは小中高と同級生で幼馴染であり、小学時代は池松と共に、同郷の新庄剛志が小学時代に中心となり創設した軟式少年野球チーム・長丘ファイターズに所属していた。
福岡大附属大濠高時代は、1年時の秋から外野手のレギュラーに定着。3年時の夏は、福岡県予選5回戦で稲築志耕館高に5-9で敗れた。甲子園出場経験は無し。2学年先輩に大石達也が、1学年後輩に川原弘之がいる。
高校卒業後は、龍谷大学に進学し関西六大学野球連盟に加盟する野球部に入部する。1年時の秋からレギュラーとなり、2年秋に新人賞とベストナイン、3年時春に首位打者とベストナイン、4年時春にMVPとベストナインを受賞している。4年時の8月、バント練習を行なっていた際に自打球を左目に当て眼窩底骨折し、2度の手術をする大怪我を負ってしまい、4年時秋はリーグ戦を棒に振ってしまった。リーグ戦通算69試合出場、257打数80安打、打率.311、7本塁打、39打点。
3年時と4年時に全日本大学野球選手権大会に出場。3年時の第60回全日本大学野球選手権記念大会では初戦敗退に終わるが、4年時の第61回全日本大学野球選手権大会ではベスト4に進出し、自身は打率.500で首位打者を獲得した。
2012年10月25日のプロ野球ドラフト会議で、中日ドラゴンズから3位指名を受け入団。背番号は66。

### プロ入り後
2014年（2年目）に一軍初昇格を果たし、9月3日の東京ヤクルトスワローズ戦で、松岡健一から初打席安打を記録。しかし、翌年以降は一軍出場がなく、2016年は背番号を46に変更。8月度のファーム月間MVPを受賞した。
2017年10月3日、球団から戦力外通告を受けた。12月2日付で、自由契約選手として公示された。

### 社会人野球
2018年シーズンから社会人野球のHonda鈴鹿でプレーし、2019年シーズンをもって現役を引退した。

## 選手としての特徴・人物
鋭いスイングで打球を飛ばし、大学時代には「大学No.1スラッガー」と言われた強打が売りの外野手。
50メートル走6秒台前半の脚力、遠投110メートル超で高校時代には投手として147km/hを記録した地肩の強さももつ。
ドラフト指名後に、未成年であった2010年に飲酒していたことを自らインターネット上に公表していた事実が発覚し、大学で処分を受け反省文を提出。指名会見は謝罪から始まった。
幼少期に、丸永製菓の「あいすまんじゅう」のCMに出演したことがある。

## 詳細情報

### 年度別打撃成績
| 年 度    | 球 団    | 試 合 | 打 席 | 打 数 | 得 点 | 安 打 | 二 塁 打 | 三 塁 打 | 本 塁 打 | 塁 打 | 打 点 | 盗 塁 | 盗 塁 死 | 犠 打 | 犠 飛 | 四 球 | 敬 遠 | 死 球 | 三 振 | 併 殺 打 | 打 率 | 出 塁 率 | 長 打 率 | O P S |
| -------- | -------- | ----- | ----- | ----- | ----- | ----- | -------- | -------- | -------- | ----- | ----- | ----- | -------- | ----- | ----- | ----- | ----- | ----- | ----- | -------- | ----- | -------- | -------- | ----- |
| 2014     | 中日     | 16    | 20    | 18    | 0     | 3     | 0        | 0        | 0        | 3     | 0     | 0     | 0        | 1     | 0     | 1     | 0     | 0     | 7     | 0        | .167  | .211     | .167     | .378  |
| NPB：1年 | NPB：1年 | 16    | 20    | 18    | 0     | 3     | 0        | 0        | 0        | 3     | 0     | 0     | 0        | 1     | 0     | 1     | 0     | 0     | 7     | 0        | .167  | .211     | .167     | .378  |

### 年度別守備成績
| 年 度 | 外野  | 外野  | 外野  | 外野  | 外野  | 外野     |
| 年 度 | 試 合 | 刺 殺 | 補 殺 | 失 策 | 併 殺 | 守 備 率 |
| ----- | ----- | ----- | ----- | ----- | ----- | -------- |
| 2014  | 3     | 4     | 0     | 0     | 0     | 1.000    |
| 通算  | 3     | 4     | 0     | 0     | 0     | 1.000    |

### 記録
- 初出場：2014年9月3日、対東京ヤクルトスワローズ20回戦（明治神宮野球場）、7回表に田島慎二の代打として出場
- 初打席・初安打：同上、7回表に松岡健一から遊撃内野安打
- 初先発出場：2014年9月14日、対東京ヤクルトスワローズ23回戦（ナゴヤドーム）、6番・左翼手として先発出場

### 背番号
- 66 （2013年 - 2015年）
- 46 （2016年 - 2017年）